# Edward Reginald Frampton

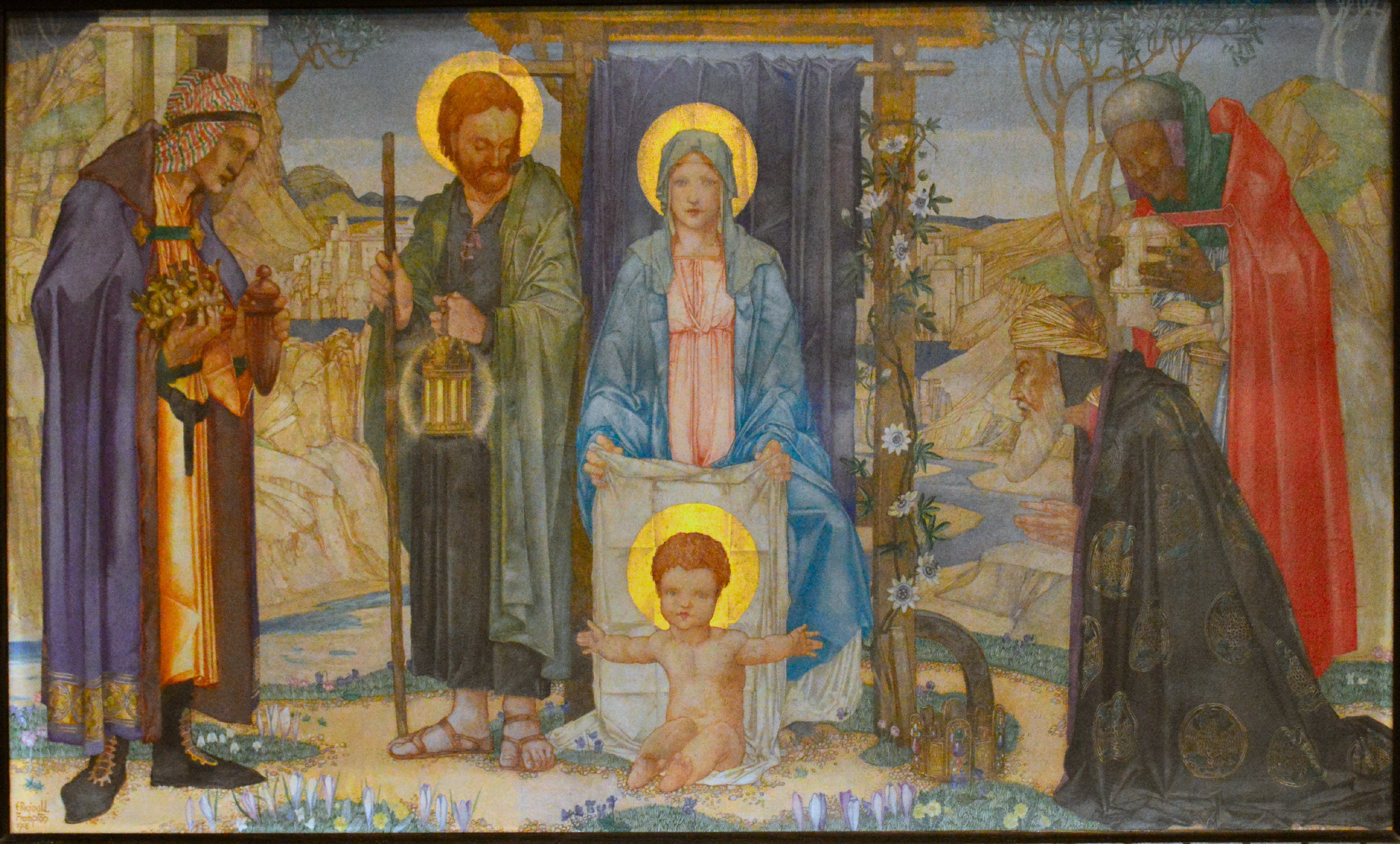
L'adorazione dei Magi, affresco presso la chiesa di San Barnaba, a Ranmore Common.

Edward Reginald Frampton (Londra, 29 ottobre 1874 – Parigi, 5 novembre 1923) è stato un artista britannico, noto per la sua opera pittorica (principalmente murale), le illustrazioni, e come artigiano di vetrate religiose. Seguì in Francia la corrente simbolista.